# Chunichi Dragons

Chunichi Dragons symbol

Chunichi Dragons (japanska: 中日ドラゴンズ?, Chunichi Dragonzu) är ett professionellt japanskt basebollag som spelar i Nippon Professional Baseball. Klubbens hemmaarena är Nagoya Dome i Nagoya och den ägs av järnvägsbolaget Chunichi Shimbun.

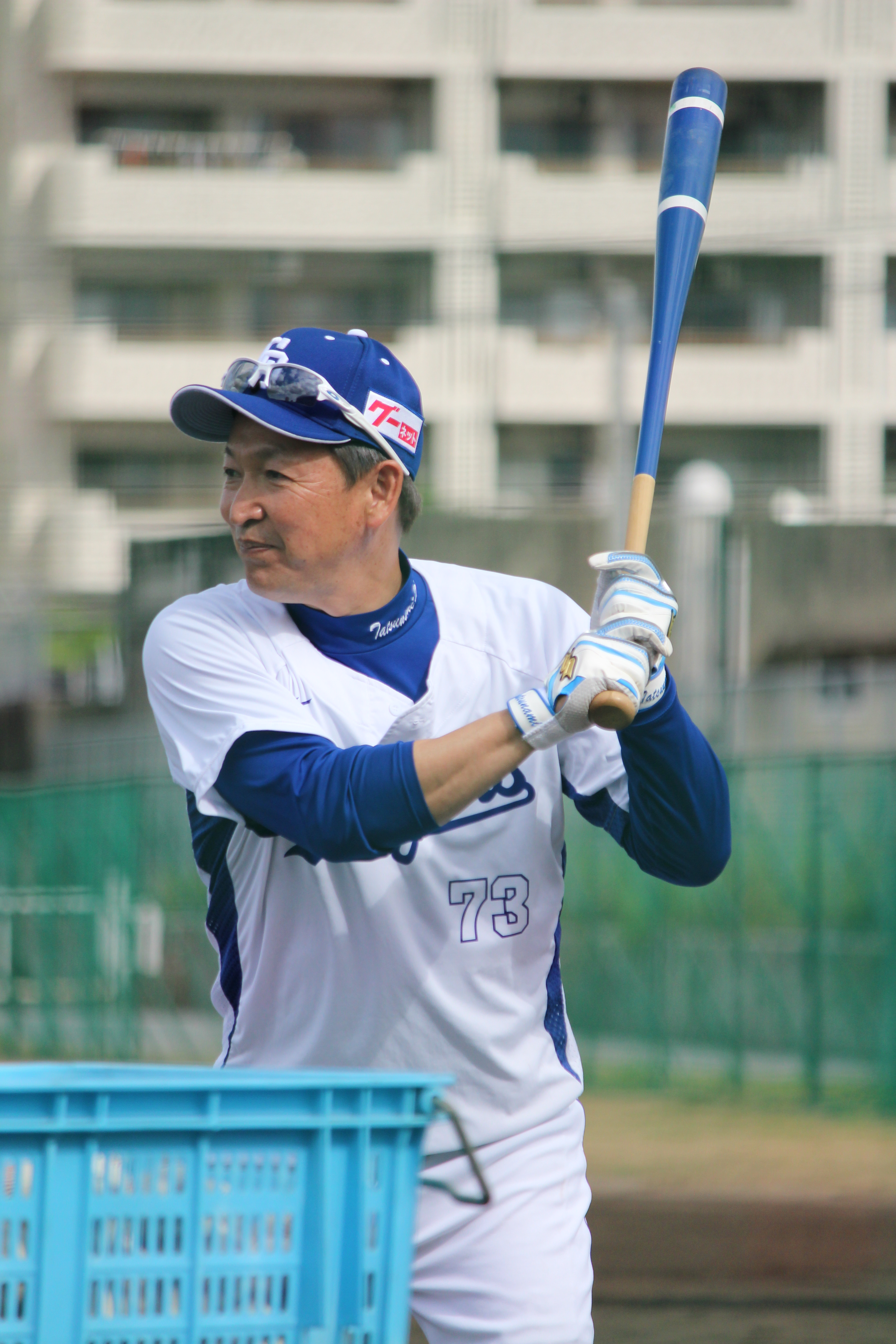
Tränare Kazuyoshi Tatsunami

Kazuyoshi Tatsunami är tränare för laget.